# آمي هوبرمان
آمي هوبرمان (بالإنجليزية: Amy Huberman)‏ هي مؤلفة وكاتِبة وممثلة أيرلندية، ولدت في 20 مارس 1979 في جمهورية أيرلندا.

## وصلات خارجية
- آمي هوبرمان على موقع IMDb (الإنجليزية)
- آمي هوبرمان على موقع قاعدة بيانات الفيلم (الإنجليزية)